# Народний поет Азербайджану
«Народний поет Азербайджану» (азерб. Xalq şairi) — почесне звання Азербайджанської Республіки, що присвоюється за особливі заслуги в розвитку азербайджанської поезії.

## Присвоєння
Президент Азербайджанської Республіки присвоює почесне звання за особистою ініціативою, а також за пропозицією Національних зборів і Кабінету міністрів.
Почесне звання присвоюється лише громадянам Азербайджанської Республіки. Згідно з указом почесне звання «Народний поет Азербайджану» не може бути повторно присвоєне одній і тій самій особі.
Відзначена почесним званням особа може бути позбавлена почесного звання у разі:
1. засудження за тяжкий злочин;
2. вчинення проступку, що заплямував почесне звання.

## Указ про заснування
Почесне звання «Народний поет Азербайджану» було засновано указом Президента Азербайджанської Республіки від 22 травня 1998 року поряд з деякими іншими званнями:
|  | Почесне звання «Народний поет» присвоюється поетам за видатні заслуги в розвитку азербайджанської поезії, створення високоідейних і цінних, з художньої точки зору, літературних творів, що здобули глибоке визнання народу. |

## Опис
Особи, відзначені почесним званням «Народний поет Азербайджану» Азербайджанської Республіки також отримують посвідчення і нагрудний знак почесного звання Азербайджанської Республіки. Нагрудний знак почесного звання повинен носитися на правому боці грудей.

## Народні поети АР
*Список не містить всіх людей, що мають звання «Народний поет Азербайджану»
- Бахтіяр Вахабзаде
- Зелімхан Ягуб
- Наріман Гасанзаде
- Сохраб Тахірі[3]
- Мамед Араз
- Халіл Рза Улутюрк
- Акіма Біллурі
- Фікрет Годжа
- Вагіф Самедоглу
- Джабір Новруз
- Сабір Рустамханли
- Габіл Імамвердієв[4]
- Раміз Ровшан